# Zealandia (Naturschutzgebiet)

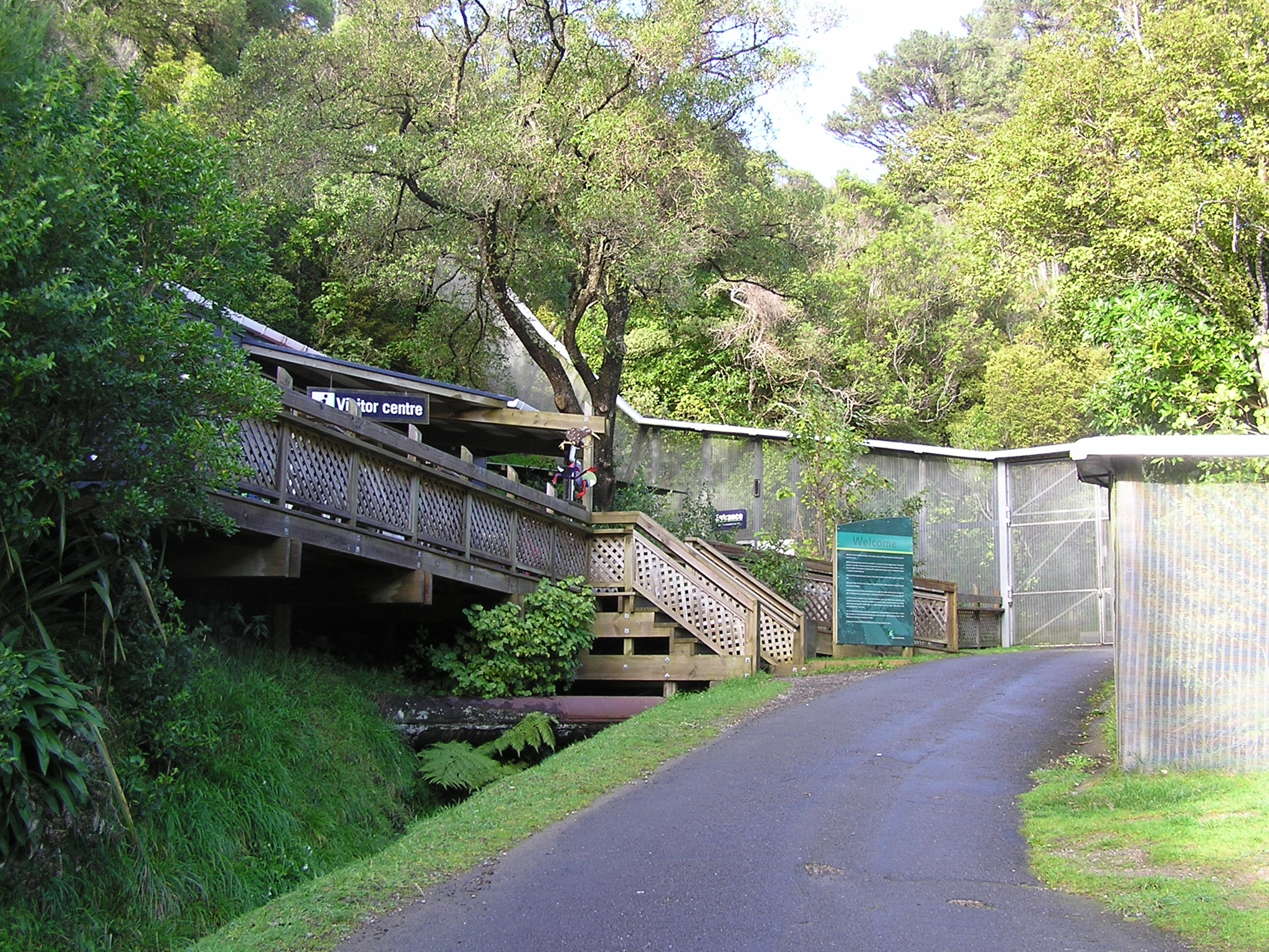
Besucherzentrum und Eingang des Karori Wildlife Sanctuary

Zealandia (Wildlife Sanctuary) ist ein dem Naturschutz dienendes Areal in Wellington in Neuseeland. Es wurde 1995 als Karori Wildlife Sanctuary eingerichtet und 2010 in Anlehnung an die Kontinentalscholle Zealandia in Zealandia umbenannt. Hier versucht man, die Biodiversität auf einer ökologischen Insel von 225 Hektar Wald wiederherzustellen. Das Schutzgebiet umfasst ein früher der Wassergewinnung für Wellington dienendes Gebiet zwischen dem an Karori grenzenden Wrights Hill und dem Kowhai Park. 
Der entscheidende Merkmal ist ein 8,6 Kilometer langer Schutzzaun, der vierzehn Arten nicht heimischer Säuger vom Possum bis zur Hausmaus aus dem Gebiet fernhalten soll. Der Zaun wurde 1999 vollendet und danach die vierzehn Arten im Gebiet innerhalb des Zaunes ausgerottet. Dieser Zaun war der erste seiner Art weltweit, da er auch Raubtiere ausschloss und sich nicht nur wie der Rabbit-Proof Fence in Australien gegen die Verbreitung einer Tierart richtete. Der Zaun erfüllte seinen Zweck, 2006 war keine der ausgerotteten Arten bis auf die Hausmaus wieder in das Schutzgebiet eingedrungen. 

Dieses Schutzgebiet inspirierte ähnliche Projekte in ganz Neuseeland, darunter den 98 Hektar großen Bushy Park in Wanganui, den 7,7 Hektar großen Rest eines Steineibenwaldes von Riccarton Bush / Putaringamotu in Christchurch und das 3.500 Hektar große Gebiet des Maungatautari Restoration Project in Waikato.

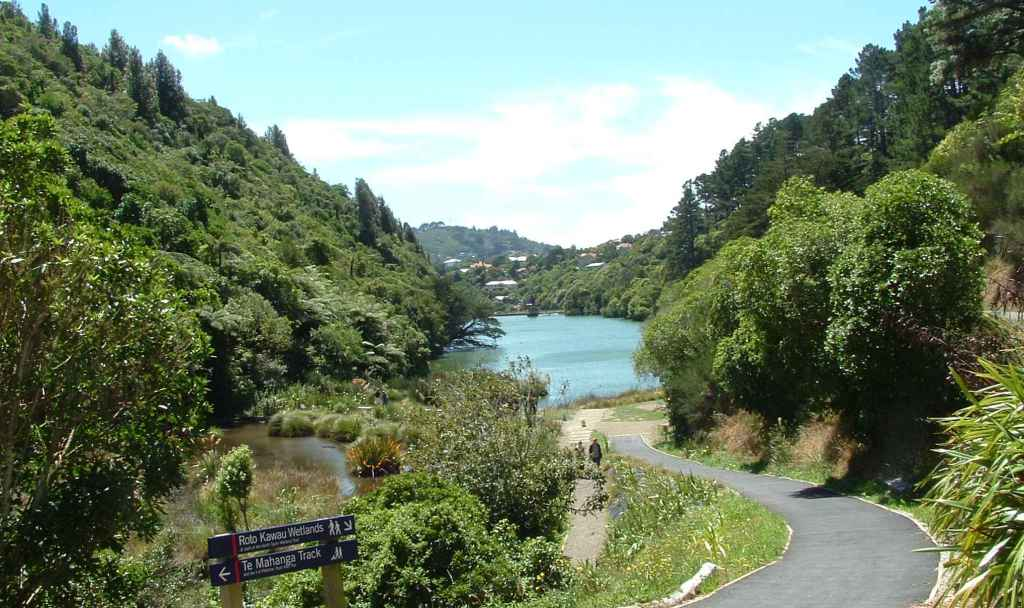
Lower Karori Reservoir, Blick nach Nordosten

Flora und Fauna erholen sich derzeit von dem vor der Unterschutzstellung herrschenden Zustand des Niedergangs. Der Urwald des Tales wurde in den 1850er und 1860er Jahren abgebrannt und das Land bis 1906 als Farmland genutzt. Der natürliche Wald erholt sich seitdem, ist jedoch in den meisten Gebieten noch in den frühen Stadien der Sukzession, in denen kleine, zähe Bäumen wie Mahoe (Melicytus ramiflorus) dominieren. Arten der ursprünglichen Flora, die heute fehlen oder selten sind, sind große Steineibengewächse wie Rimu (Dacrydium cupressinum), Matai (Prumnopitys taxifolia), Miro (P. ferruginea), Kahikatea (Dacrycarpus dacrydioides) und Totara (Podocarpus totara). Diese werden wieder angesiedelt. Nordinsel-Eisenholz (Northern Rātā, Metrosideros robusta) ist auch nahezu aus dem Tal verschwunden, mehrere Sämlinge wurden ausgepflanzt. Es gibt allerdings bereits eine große Vielfalt heimischer Baumarten, die der heimischen Fauna als Lebensgrundlage dienen, darunter ein reifer Bestand der Neuseeländischen Baumfuchsie (Fuchsia excorticata).
Das Schutzgebiet ist mittlerweile ein wichtiges Touristenziel in der Stadt Wellington und für stark zunehmende Sichtungen von Vögeln wie Tui und Bellbird (Anthornis melanura) in den westlichen Vorstädten Wellingtons verantwortlich.

## Arten

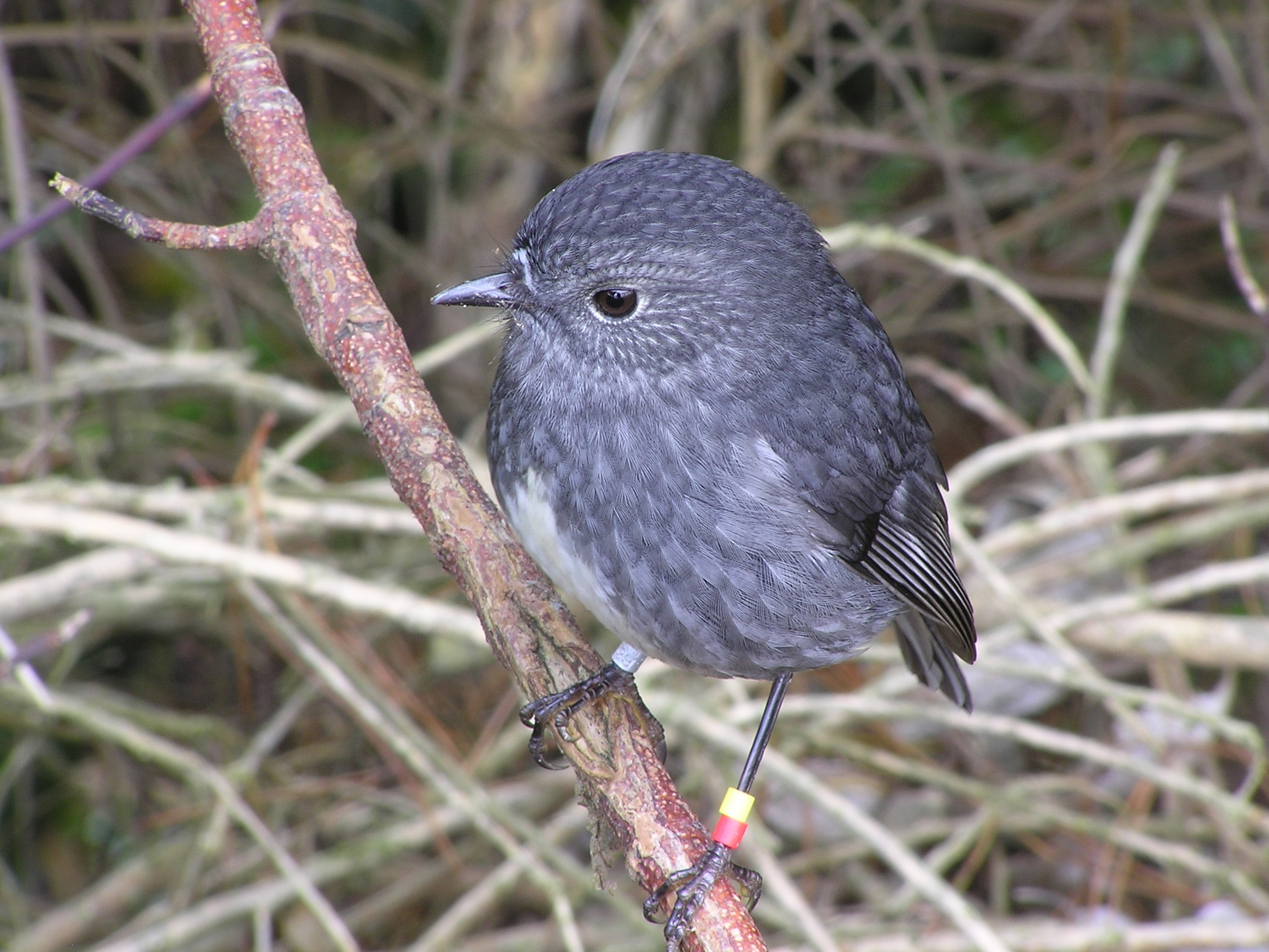
Toutouwai, eine der im Schutzgebiet angesiedelten Arten.

- Heimische Vögel, die seit 2000 angesiedelt wurden:
  - Maori-Glockenhonigfresser (Korimako, Anthornis melanura)
  - Neuseelandente (Pateke, Anas chlorotis)
  - Nordinselkākā (Nestor meridionalis)
  - Zwergkiwi (Kiwi pukupuku, Apteryx owenii)
  - Maori-Fruchttaube (Kererū, Hemiphaga novaeseelandiae)
  - Nordinselschnäpper (Toutouwai, Petroica longipes)
  - Sattelstar, nördliche Unterart (Tieke, Philesturnus carunculatus rufusater)
  - Maoriente (Papango, Aythya novaeseelandiae)
  - Gelbbandhonigfresser (Hihi, Notiomystis cincta)
  - Nordinsel-Maorischnäpper (Miromiro, Petroica macrocephala toitoi)
  - Nordinsel-Wekaralle (Gallirallus australis)
  - Weißköpfchen (Popokatea, Mohoua albicilla)

- Andere heimische Arten, die seit 2000 angesiedelt wurden:
  - 70 Brückenechsen (Sphenodon punctatus) von Stephens Island wurden Dezember 2005 hierher transferiert.
  - 100 Riesenweta
  - 21 Maud-Insel-Frösche (Leiopelma pakeka)

- Andere heimische Arten, die sich von allein wieder ausbreiteten:
  - Graufächerschwanz (Piwakawaka, Rhipidura fulginosa placabilis)
  - Maorigerygone (Riroriro, Gerygone igata)
  - Tui (Prosthemadera novaeseelandiae)
  - Springsittich (Kakariki, Cyanoramphus novaezelandiae)
  - Waldgraugecko (Hoplodactylus granulatus)
  - Skinke der Gattung Oligosoma

## Arten, die der Zaun ausschließen soll
- Hausratte
- Hauskatze
- Hirsche
- Hunde
- Frettchen
- Ziegen
- Igel
- Hausmaus
- Wanderratte
- Pazifische Ratte
- Schweine
- Possum
- Hermelin
- Wiesel